# Cornelis van Haarlem
Cornelis Corneliszoon van Haarlem (1562 – 11. listopadu 1638) byl holandský malíř a kreslíř. Jeho tvorba ovlivnila Franse Halse a i další umělce.

## Životopis
Cornelis Corneliszoon van Haarlem se narodil v Haarlemu roku 1562. Jeho otcem byl obchodník a významný měšťan. Roku 1572 opustili jeho rodiče Haarlem, protože byl obléhán španělskými vojsky. Jeho uměleckého nadání si všiml malíř Pieter Pietersz (1540–1603), který jej začal školit. Cornelis van Haarlem pak okolo roku 1580 opustil své rodné město a zamířil do francouzského Rouenu. V tomto městě uskutečnil řadu menších prací. Z Rouenu následně odcestoval do Antverp, kde se školil u Gillise Coigneta (cca 1542–1599). Poté se vrátil zpět do Haarlemu, kde společně s Karlem van Manderem
a Hendrickem Goltziem založili roku 1584 tamní Akademii. Zde také dosáhl významných poct a ovlivnil řadu svých žáků. Mezi tyto umělce můžeme zařadit Jana Harmensz. Mullera, Jacoba Mathama a další pozdní manýristy. Cornelis van Haarlem se roku 1603 oženil s Maritgen Arentsdr Deyman, která byla dcerou starosty Haarlemu. Po smrti svého tchána roku 1605 zdědil jeho značný majetek. V pozdním věku pak roku 1630 pomáhal obnovit status svatolukášského cechu v jeho rodném městě. Cornelis van Haarlem zemřel 11. listopadu 1638.

## Umělecká tvorba
Cornelis van Haarlem byl typickým představitelem pozdního holandského manýrismu. Jeho tvorba se výhradně orientovala na figurální náměty, ve kterém dominovaly portréty, biblické scény a alegoricko-mytologické náměty. Náš malíř namaloval roku 1583 skupinový portrét hostiny důstojníků sv. Jiří, které ovlivnilo později Franse Halse, Bartholomea van der Helst a i Rembrandta. Jeho další díla se zaměřovala na přehnané zdůraznění lidského těla. Mohutná nahá těla s velkou muskulaturou a nepřirozenými pohyby jsou pro něj příznačná. Cornelis namaloval okolo 1588 křest Ježíše, který ovšem zakryl pozorujícími nahými svědky. Stěžejní nosné téma je tak zasazeno do pozadí. Dominance velkých nahých těl lze zpozorovat i u obrazu Masakru neviňátek, jenž namaloval roku 1590. Tradičním způsobem pak zpodobnil roku 1592 Adama a Evu. Cornelisovy mytologické výjevy, kterým vévodí svatba Pelea s Thétis, Pád titánů, Drak zabíjející společníky Kadma a Venuše s Adonidem utvářejí jeho charakteristický rukopis složený z protáhlých lidských těl a jedinečné koloristické práce. Maloval také i portréty, u kterých je patrna absence bohaté palety.

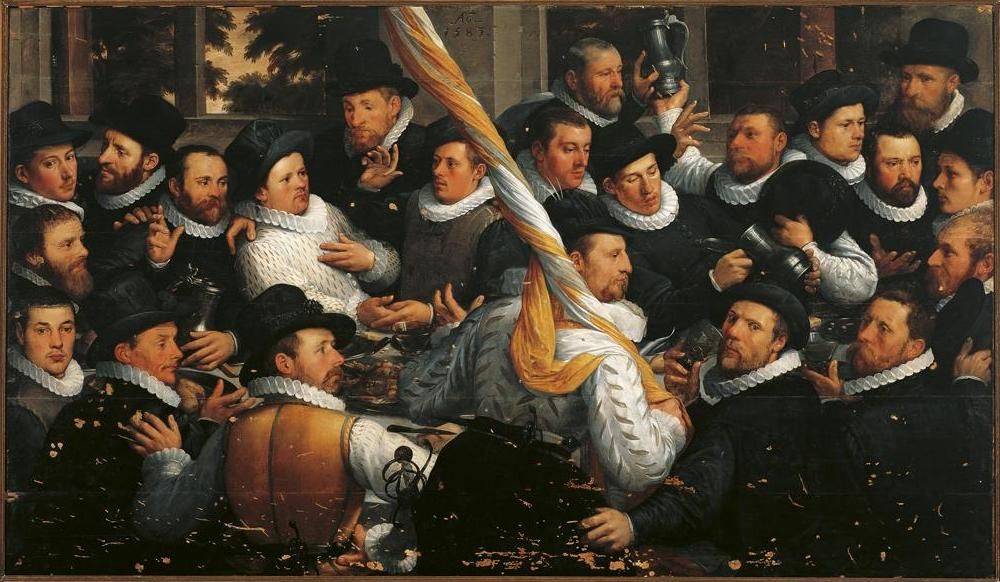
Hostina důstojnické společnosti sv. Jiří
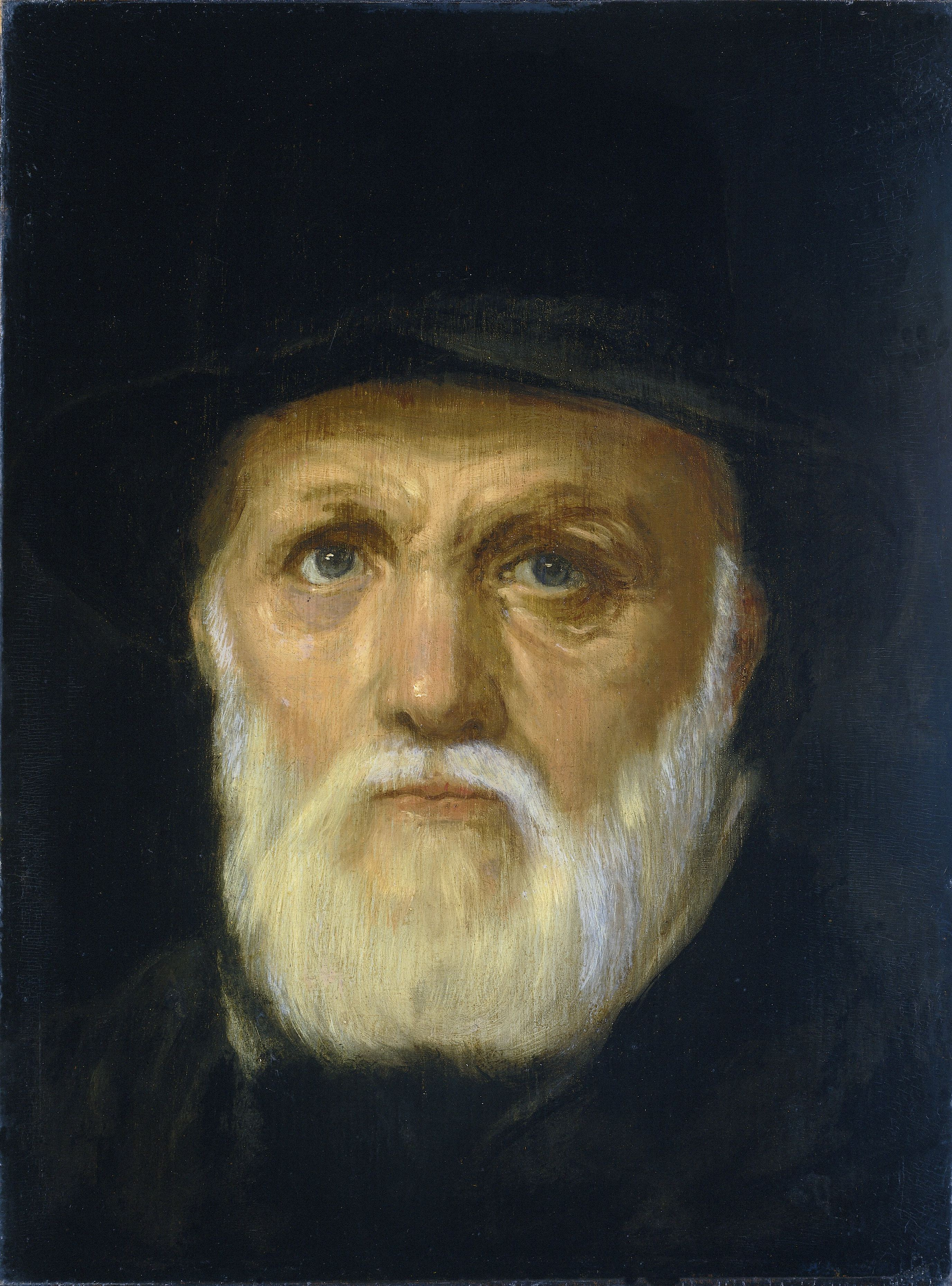
Portrét Dircka Coornherta
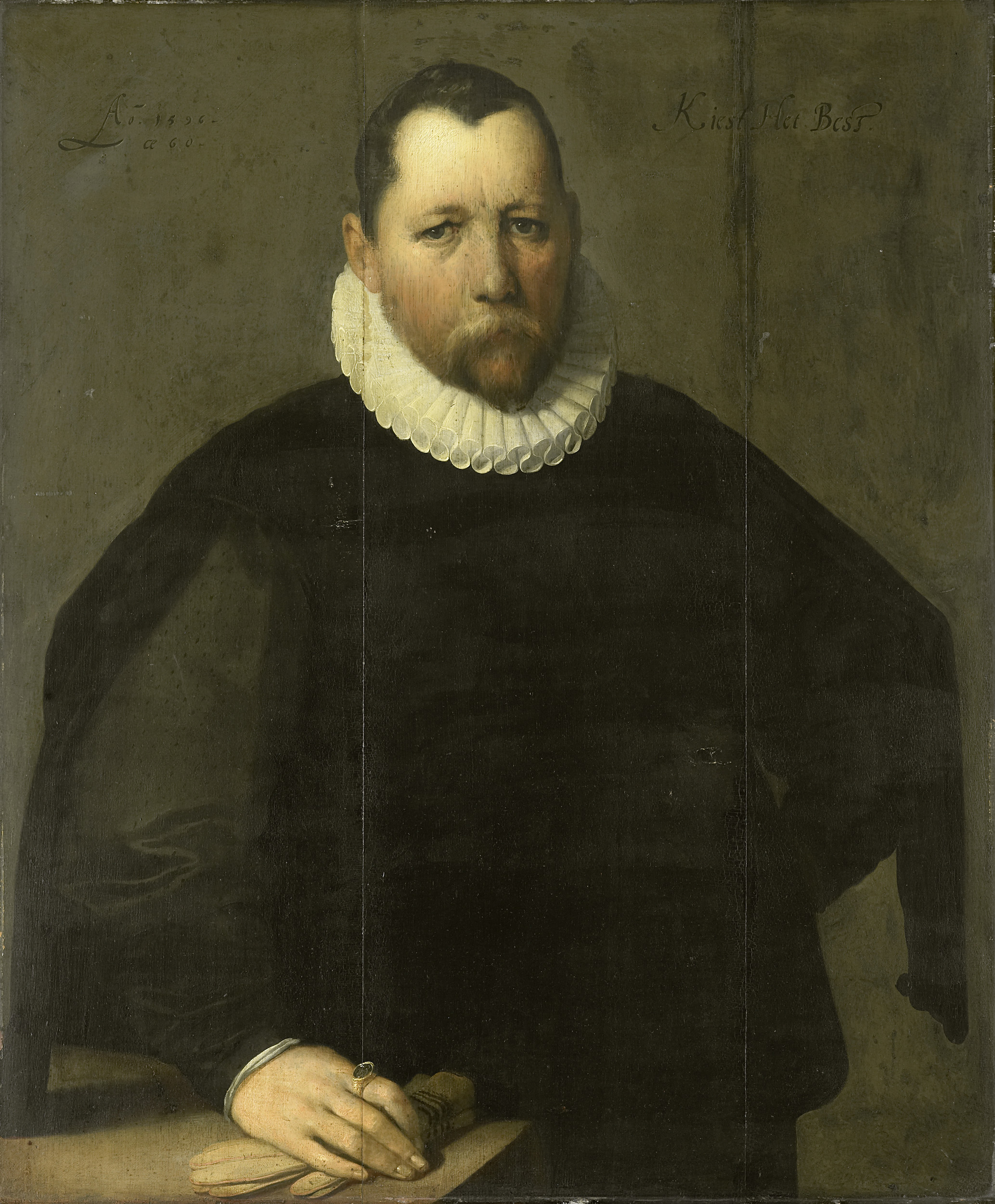
Portrét Pietera Jansz. Kiese